# Elektrolux
Elektrolux ist ein Musiklabel aus Offenbach am Main, das unter der „GEM GmbH“ (General Electronic Music) verschiedene Künstler in der Musikrichtung Ambient auf CDs sowie Schallplatten vertreibt.

## Unternehmen
Gegründet wurde das Label Ende 1995 von Alex Azary, dem Musikproduzenten und Mitbetreiber des Technoclubs. Die Veröffentlichungen konzentrieren sich auf den Bereich Ambient, Downbeat, Electro und Dub, gelegentlich beeinflusst von House, Techno oder Drum and Bass.
Erfolgreich wurde Elektrolux, nachdem Alex Azary die Nachtsendung Space Night im Bayerischen Rundfunk mit der Musik des Labels untermalte. Später folgte auf dem Hessischen Rundfunk das Nachtprogramm Flowmotion, in dem eigene Musikvideos von Elektrolux gezeigt wurden.
Die Nummerierung der einzelnen Veröffentlichungen basiert auf dem Binärsystem. Die CD-Verpackung besteht meist aus einem charakteristischen 3-seitigen Klappkarton mit zwei Pappflügeln zum Festklemmen der CD.
2002 entstand das Sublabel Mikrolux, das sich club-tauglicher und experimenteller versteht.
2009 erfolgte eine Umbenennung zu Elux. Die Releases werden nicht mehr nach dem Binärschema benannt, sondern aufsteigend nummeriert.

## Bekannte Künstler
- Anthony Rother, Aural Float, Dr. Scissors, The Timewriter, Terry Lee Brown Jr.

## Kompilationen
- Space Night
- Flow Motion
- Ambient Diary 1–3
- Elektro Codes 1–3
- Dub Backups 1–3
- Smoking Beats